# Der Herr der sieben Meere
Der Herr der sieben Meere ist ein US-amerikanischer Abenteuerfilm aus dem Jahr 1940. Die Warner-Brothers-Produktion mit Errol Flynn in der Hauptrolle entstand unter der Regie von Michael Curtiz.

## Handlung
Im Jahr 1586 beherrscht Spanien unter König Philipp II. die Neue Welt. Einzig England unter Königin Elizabeth I. ist ein ernstzunehmender Gegner im Kampf um die Beherrschung der Meere. Elizabeth weiß sich den Spaniern unterlegen, und das englische Königreich wird zur See nur durch eine kleine Gruppe von Freibeutern verteidigt. Deren Politik besteht aus Beschwichtigung, wobei sie von Lord Wolfingham unterstützt wird.
Der englische Freibeuterkapitän Geoffrey Thorpe überfällt eine spanische Galeasse im Ärmelkanal. Es ist das Schiff des spanischen Botschafters Don José, der seine Nichte Doña Maria an den Hof von Elizabeth bringen möchte. Bei der Kaperung des Schiffes verliebt sich Thorpe in Doña Maria und befreit gleichzeitig die englischen Galeerensträflinge an Bord. Thorpe bringt den Gesandten mit seiner Nichte nach England, wo Thorpe mit den Vorwürfen seiner Königin konfrontiert wird. Dennoch gibt sie ihm die Erlaubnis, nach Panama zu segeln, um einen Goldtransport der Spanier zu überfallen.
Jedoch stellt sich Lord Wolfingham, ein Berater und Vertrauter der Königin, als Spion der Spanier heraus. Er erfährt, dass Thorpe vorhat, bald wieder auf Fahrt zu gehen; den restlichen Plan ermittelt er zusammen mit dem spanischen Botschafter anhand von Indizien. Die Spanier können sich nun auf Thorpes Angriff vorbereiten. So gerät er mit seiner Mannschaft in eine Falle und wird mit seinen überlebenden Männern in Spanien zu lebenslanger Haft als Galeerensträfling verurteilt. Als er durch einen Mithäftling erfährt, dass Spanien seine Armada gegen England aufbietet, wagt er einen Ausbruch und kann in Cádiz ein spanisches Schiff an sich bringen, und mit seiner Mannschaft und dem Beweisdokument schafft er es zurück nach England. Auf dem Weg zur Königin kann er seinen Widersacher Wolfingham töten und Elizabeth den Beweis für die Kriegspläne Spaniens überbringen. Thorpe wird daraufhin von der Königin auf seinem Schiff und in Beisein Marias geadelt. In der deutschen Synchronfassung fehlt die darauffolgende Ansprache Elisabeths, mit der sie die Seeleute auf den bevorstehenden Krieg mit Spanien einschwört. 

## Hintergrund
Der Herr der sieben Meere ist der zehnte von zwölf Filmen, die Michael Curtiz mit Errol Flynn als Hauptdarsteller drehte. Neben Unter Piratenflagge zählt er zu den aufwendigsten Seeabenteuerfilmen seiner Epoche. Der Film wurde größtenteils im Studio, einige Szenen in Laguna Beach, gedreht. Es wurden zwei Segelschiffe in Originalgröße nachgebaut, die in einem Tank durch Kräne bewegt wurden. So konnten selbst Seeschlachten realistisch gefilmt werden.
Der Film basiert ursprünglich auf dem 1924 produzierten Stummfilm Die Seeteufel, einer Verfilmung des Romans The Sea Hawk von Rafael Sabatini, doch wurde für den neuen Film ein weiteres Drehbuch von Howard Koch verwendet. Koch fügte zeitgemäße Allegorien hinzu. So lassen sich Parallelen zu den aktuellen Ereignissen der Weltgeschichte von 1940 herstellen. Der spanische König Philipp und sein Weltmachtanspruch entspricht dem deutschen Diktator Adolf Hitler, während in der Politik von Elizabeth I. Züge der Appeasement-Politik und später der Politik von Winston Churchill zu erkennen sind. Am Ende des Films hält Elizabeth I. eine Rede vor den Seeleuten Thorpes, die England auf einen Krieg vorbereiten soll, um die Tyrannei für alle Ewigkeit zu beenden: „To prepare our nation for a war that none of us wants … least of all your queen. We have tried by all means in our power to avert this war. (…) But when the ruthless ambition of a man threatens to engulf the world, it becomes the solemn obligation of all free men to affirm that the earth belongs not to any one man … but to all men.“ In der deutschen Synchronfassung, die 1949 entstand, fehlt diese Ansprache, denn es stand für die Synchronisation nur die um 18 Minuten gekürzte Re-release-(Wiederaufführungs-)Fassung von 1947 zur Verfügung.
Die Geschichte des Freibeuters Geoffrey Thorpe ist angelehnt an die Biografie des Freibeuters Francis Drake.

## Deutsche Fassung
Die deutsche Synchronbearbeitung entstand 1949 beim Filmstudio Tempelhof Berlin. Für Dialogbuch und Synchronregie zeichnete Georg Rothkegel verantwortlich.
| Rolle                         | Darsteller      | Synchronsprecher     |
| ----------------------------- | --------------- | -------------------- |
| Cpt. Geoffrey Thorpe          | Errol Flynn     | Klaus Miedel         |
| Doña Maria Alvarez de Cordoba | Brenda Marshall | Charlotte Radspieler |
| Don José Alvarez de Cordoba   | Claude Rains    | Werner Pledath       |
| Königin Elizabeth I.          | Flora Robson    | Gabriele Hessmann    |
| Carl Pitt                     | Alan Hale       | Walter Altenkirch    |
| William Tuttle                | Clifford Brooke | Walter Werner        |
| Judocus Hondins               | Alec Craig      | Karl Hellmer         |
| Oliver Scott                  | Julien Mitchell | Erich Dunskus        |

## Kritiken
- „Aufwendig in der Ausstattung, schwungvoll inszeniert und gespielt, bietet der Film fesselnde Unterhaltung.“ – „Lexikon des internationalen Films“ (CD-ROM-Ausgabe), Systhema, München 1997

- „Flynn als sieggewohnter Haudegen in der Rolle seines Lebens; dank der Ausgewogenheit zwischen Piraten-, Kostüm-, Mantel-und-Degen-Film und Liebesromanze ein Klassiker des Kinos.“ (Wertung: 3 Sterne = sehr gut) – Adolf Heinzlmeier und Berndt Schulz in Lexikon „Filme im Fernsehen“ (Erweiterte Neuausgabe). Rasch und Röhring, Hamburg 1990, ISBN 3-89136-392-3, S. 357

- „Sensationsfilm großen Ausmaßes! Zuweilen brutal.“ – 6000  Filme. Kritische Notizen aus den Kinojahren 1945 bis 1958. Handbuch V der katholischen Filmkritik, 3. Auflage, Verlag Haus Altenberg, Düsseldorf 1963, S. 187

- „Ein Abenteuerfilm der besten Art, voller Action und Spannung.“ – Heyne-Filmlexikon

## Auszeichnungen
Der Film erhielt vier Oscar-Nominierungen in folgenden Kategorien: Bestes Szenenbild (Schwarz-Weiß), Beste Spezialeffekte, Beste Musik und Bester Ton.

## Medien

### DVD-Veröffentlichung
- Der Herr der sieben Meere. Warner Home Video 2005

### Soundtrack
- Erich Wolfgang Korngold: The Sea Hawk. The Complete Score for the 1940 Film. Auf: Korngold: The Sea Hawk · Deception. Film Music Classics. Naxos, s. l. 2007, Tonträger-Nr. 8.570110-11 – digitale Neueinspielung der vollständigen Filmmusik durch das Moskauer Sinfonie-Orchester unter der Leitung von William T. Stromberg aus dem Jahr 2005

- Erich Wolfgang Korngold et al.: The Sea Hawk. Original Film Score. Jay/TER, s. l. 1990, Tonträger-Nr. CDTER 1164 – digitale Neueinspielung der Filmmusik durch das Utah Symphony Orchestra unter der Leitung von Varujan Kojian aus dem Jahr 1990